# Heinrich Triest
Heinrich Triest (ur. 20 stycznia 1811 w Szczecinie, zm. 23 grudnia 1885 tamże) – niemiecki kompozytor i dyrygent.

## Życiorys
Był synem protestanckiego kaznodziei Johanna Karla Friedricha Triesta. Uczył się u Carla Loewego. Wykładał przedmioty muzyczne w szczecińskim Gimnazjum Mariackim, do grona jego uczniów należał Karl Adolf Lorenz. Prowadził towarzystwo śpiewacze, z którym wykonywał muzykę chóralną a cappella oraz dzieła oratoryjne i kantatowe. Występował jako kameralista na salonach szczecińskich.
Komponował pieśni, duety, sonaty, arie, utwory fortepianowe i koncerty, m.in. Koncert wiolonczelowy i suitę Ein Sommertag. Tworzył też wyciągi fortepianowe z oper i oratoriów Carla Loewego. 